# Voetbalelftal van de Amerikaanse Maagdeneilanden (mannen)
Het voetbalelftal van de Amerikaanse Maagdeneilanden is een team van voetballers die de Amerikaanse Maagdeneilanden vertegenwoordigen bij internationale wedstrijden en competities, zoals de kwalificatiewedstrijden voor het WK en de Caribbean Cup.
De USVI Soccer Federation werd in 1992 opgericht en is aangesloten bij de Caraïbische Voetbalunie, de CONCACAF en werd in 1998 lid van de FIFA. Het team heeft in zijn geschiedenis pas vier keer gewonnen. De eerste overwinning was hun eerste interland in 1998, waarbij hun naaste buur de Britse Maagdeneilanden hun tegenstander was en nog plaatsvond vóór hun aansluiting bij de FIFA later datzelfde jaar. In 2011 won het team tweemaal op rij, ook van de Britse Maagdeneilanden, in de kwalificatie voor het Wereldkampioenschap voetbal 2014.
Het voetbalelftal van de Amerikaanse Maagdeneilanden behaalde in juli en augustus 2011 met de 149ste plaats de hoogste positie op de FIFA-wereldranglijst, in februari en maart 2008 werd met de 202de plaats de laagste positie bereikt.

## Resultaten op internationale toernooien

### Wereldkampioenschap voetbal
Het voetbalelftal van de De Amerikaanse Maagdeneilanden nemen sinds 2000 deel aan de kwalificatiewedstrijden voor het wereldkampioenschap voetbal. Ze verloren toen in de eerste ronde van Saint Vincent en de Grenadines met 9–0 en 5–1. Ook in de toernooien daarna wist het land zich nooit te kwalificeren.
| Wereldkampioenschap voetbal overzicht | Wereldkampioenschap voetbal overzicht | Wereldkampioenschap voetbal overzicht | Wereldkampioenschap voetbal overzicht | Wereldkampioenschap voetbal overzicht | Wereldkampioenschap voetbal overzicht | Wereldkampioenschap voetbal overzicht | Wereldkampioenschap voetbal overzicht | Wereldkampioenschap voetbal overzicht |
| Jaar                                  | Ronde                                 | Wed.                                  | W                                     | G                                     | V                                     | DV                                    | DT                                    |                                       |
| ------------------------------------- | ------------------------------------- | ------------------------------------- | ------------------------------------- | ------------------------------------- | ------------------------------------- | ------------------------------------- | ------------------------------------- | ------------------------------------- |
| 2002                                  | Niet gekwalificeerd                   | Niet gekwalificeerd                   | Niet gekwalificeerd                   | Niet gekwalificeerd                   | Niet gekwalificeerd                   | Niet gekwalificeerd                   | Niet gekwalificeerd                   |                                       |
| 2006                                  | Niet gekwalificeerd                   | Niet gekwalificeerd                   | Niet gekwalificeerd                   | Niet gekwalificeerd                   | Niet gekwalificeerd                   | Niet gekwalificeerd                   | Niet gekwalificeerd                   |                                       |
| 2010                                  | Niet gekwalificeerd                   | Niet gekwalificeerd                   | Niet gekwalificeerd                   | Niet gekwalificeerd                   | Niet gekwalificeerd                   | Niet gekwalificeerd                   | Niet gekwalificeerd                   |                                       |
| 2014                                  | Niet gekwalificeerd                   | Niet gekwalificeerd                   | Niet gekwalificeerd                   | Niet gekwalificeerd                   | Niet gekwalificeerd                   | Niet gekwalificeerd                   | Niet gekwalificeerd                   |                                       |
| 2018                                  | Niet gekwalificeerd                   | Niet gekwalificeerd                   | Niet gekwalificeerd                   | Niet gekwalificeerd                   | Niet gekwalificeerd                   | Niet gekwalificeerd                   | Niet gekwalificeerd                   |                                       |
| 2022                                  | Niet gekwalificeerd                   | Niet gekwalificeerd                   | Niet gekwalificeerd                   | Niet gekwalificeerd                   | Niet gekwalificeerd                   | Niet gekwalificeerd                   | Niet gekwalificeerd                   |                                       |
| 2026                                  | Niet gekwalificeerd                   | Niet gekwalificeerd                   | Niet gekwalificeerd                   | Niet gekwalificeerd                   | Niet gekwalificeerd                   | Niet gekwalificeerd                   | Niet gekwalificeerd                   |                                       |

In 1998 zou het land deelnemen aan de kwalificatie voor de Caribbean Cup, zij trokken zich echter terug. Het land deed een jaar later, in 1999, voor het eerst mee aan de kwalificaties. Ze wisten zich echter nooit te kwalificeren voor een toernooi. Tussen 2007 en 2013 nam het land niet deel aan de kwalificaties. Het toernooi om de Caribbean Cup dient tevens als kwalificatietoernooi voor de Gold Cup. Omdat het zich nooit wist te kwalificeren voor de Caribbean Cup konden ze zich ook nooit kwalificeren voor de Gold Cup.

### Gold Cup
| CONCACAF Gold Cup overzicht | CONCACAF Gold Cup overzicht | CONCACAF Gold Cup overzicht | CONCACAF Gold Cup overzicht | CONCACAF Gold Cup overzicht | CONCACAF Gold Cup overzicht | CONCACAF Gold Cup overzicht | CONCACAF Gold Cup overzicht | CONCACAF Gold Cup overzicht |
| Jaar                        | Ronde                       | Wed.                        | W                           | G                           | V                           | DV                          | DT                          |                             |
| --------------------------- | --------------------------- | --------------------------- | --------------------------- | --------------------------- | --------------------------- | --------------------------- | --------------------------- | --------------------------- |
| 2000                        | Niet gekwalificeerd         | Niet gekwalificeerd         | Niet gekwalificeerd         | Niet gekwalificeerd         | Niet gekwalificeerd         | Niet gekwalificeerd         | Niet gekwalificeerd         | Niet gekwalificeerd         |
| 2002                        | Niet gekwalificeerd         | Niet gekwalificeerd         | Niet gekwalificeerd         | Niet gekwalificeerd         | Niet gekwalificeerd         | Niet gekwalificeerd         | Niet gekwalificeerd         | Niet gekwalificeerd         |
| 2003                        | Niet gekwalificeerd         | Niet gekwalificeerd         | Niet gekwalificeerd         | Niet gekwalificeerd         | Niet gekwalificeerd         | Niet gekwalificeerd         | Niet gekwalificeerd         | Niet gekwalificeerd         |
| 2005                        | Niet gekwalificeerd         | Niet gekwalificeerd         | Niet gekwalificeerd         | Niet gekwalificeerd         | Niet gekwalificeerd         | Niet gekwalificeerd         | Niet gekwalificeerd         | Niet gekwalificeerd         |
| 2007                        | Niet gekwalificeerd         | Niet gekwalificeerd         | Niet gekwalificeerd         | Niet gekwalificeerd         | Niet gekwalificeerd         | Niet gekwalificeerd         | Niet gekwalificeerd         | Niet gekwalificeerd         |
| 2009–2013                   | Geen deelname               | Geen deelname               | Geen deelname               | Geen deelname               | Geen deelname               | Geen deelname               | Geen deelname               | Geen deelname               |
| 2015                        | Niet gekwalificeerd         | Niet gekwalificeerd         | Niet gekwalificeerd         | Niet gekwalificeerd         | Niet gekwalificeerd         | Niet gekwalificeerd         | Niet gekwalificeerd         |                             |
| 2017                        | Niet gekwalificeerd         | Niet gekwalificeerd         | Niet gekwalificeerd         | Niet gekwalificeerd         | Niet gekwalificeerd         | Niet gekwalificeerd         | Niet gekwalificeerd         | Niet gekwalificeerd         |
| 2019                        | Niet gekwalificeerd         | Niet gekwalificeerd         | Niet gekwalificeerd         | Niet gekwalificeerd         | Niet gekwalificeerd         | Niet gekwalificeerd         | Niet gekwalificeerd         | Niet gekwalificeerd         |
| 2021                        | Niet gekwalificeerd         | Niet gekwalificeerd         | Niet gekwalificeerd         | Niet gekwalificeerd         | Niet gekwalificeerd         | Niet gekwalificeerd         | Niet gekwalificeerd         | Niet gekwalificeerd         |
| 2023                        | Niet gekwalificeerd         | Niet gekwalificeerd         | Niet gekwalificeerd         | Niet gekwalificeerd         | Niet gekwalificeerd         | Niet gekwalificeerd         | Niet gekwalificeerd         | Niet gekwalificeerd         |
| 2025                        | Niet gekwalificeerd         | Niet gekwalificeerd         | Niet gekwalificeerd         | Niet gekwalificeerd         | Niet gekwalificeerd         | Niet gekwalificeerd         | Niet gekwalificeerd         | Niet gekwalificeerd         |

### CONCACAF Nations League
| 2019–20 | C | 6 | 1 | 0 | 5 | 3 | 11 | C |
| 2022–23 | C | 6 | 1 | 1 | 4 | 5 | 10 | C |
| 2023–24 | C | 4 | 0 | 1 | 3 | 5 | 11 | C |
| 2024–25 | C | 4 | 0 | 1 | 3 | 4 | 14 | C |

### Caribbean Cup
| Caribbean Cup overzicht | Caribbean Cup overzicht | Caribbean Cup overzicht | Caribbean Cup overzicht | Caribbean Cup overzicht | Caribbean Cup overzicht | Caribbean Cup overzicht | Caribbean Cup overzicht |                     |
| Jaar                    | Ronde                   | Wed.                    | W                       | G                       | V                       | DV                      | DT                      |                     |
| ----------------------- | ----------------------- | ----------------------- | ----------------------- | ----------------------- | ----------------------- | ----------------------- | ----------------------- | ------------------- |
| 1999                    | Niet gekwalificeerd     | Niet gekwalificeerd     | Niet gekwalificeerd     | Niet gekwalificeerd     | Niet gekwalificeerd     | Niet gekwalificeerd     | Niet gekwalificeerd     | Niet gekwalificeerd |
| 2001                    | Niet gekwalificeerd     | Niet gekwalificeerd     | Niet gekwalificeerd     | Niet gekwalificeerd     | Niet gekwalificeerd     | Niet gekwalificeerd     | Niet gekwalificeerd     | Niet gekwalificeerd |
| 2005                    | Niet gekwalificeerd     | Niet gekwalificeerd     | Niet gekwalificeerd     | Niet gekwalificeerd     | Niet gekwalificeerd     | Niet gekwalificeerd     | Niet gekwalificeerd     | Niet gekwalificeerd |
| 2007                    | Niet gekwalificeerd     | Niet gekwalificeerd     | Niet gekwalificeerd     | Niet gekwalificeerd     | Niet gekwalificeerd     | Niet gekwalificeerd     | Niet gekwalificeerd     | Niet gekwalificeerd |
| 2008–2012               | Geen deelname           | Geen deelname           | Geen deelname           | Geen deelname           | Geen deelname           | Geen deelname           | Geen deelname           | Geen deelname       |
| 2014                    | Niet gekwalificeerd     | Niet gekwalificeerd     | Niet gekwalificeerd     | Niet gekwalificeerd     | Niet gekwalificeerd     | Niet gekwalificeerd     | Niet gekwalificeerd     | Niet gekwalificeerd |
| 2017                    | Niet gekwalificeerd     | Niet gekwalificeerd     | Niet gekwalificeerd     | Niet gekwalificeerd     | Niet gekwalificeerd     | Niet gekwalificeerd     | Niet gekwalificeerd     | Niet gekwalificeerd |

## Interlands
vr. = vriendschappelijk
| #  | datum      | plaats           | thuis | uit  | tegenstander                   | info                                |
| -- | ---------- | ---------------- | ----- | ---- | ------------------------------ | ----------------------------------- |
| 1  | 21-03-1998 | ?                | 1-0   |      | Britse Maagdeneilanden         | vr.                                 |
| 2  | 26-02-1999 | Frederiksted     | 2-2   |      | Turks- en Caicoseilanden       | kwalificatie Caribbean Cup 1999     |
| 3  | 28-02-1999 | Nassau           |       | 0-0  | Bahama's                       | kwalificatie Caribbean Cup 1999     |
| 4  | 28-01-2000 | Frederiksted     | 0-9   |      | Saint Lucia                    | vr.                                 |
| 5  | 30-01-2000 | Frederiksted     | 0-2   |      | Saint Lucia                    | vr.                                 |
| 6  | 05-03-2000 | Kingstown        |       | 0-9  | Saint Vincent en de Grenadines | kwalificatie WK 2002                |
| 7  | 19-03-2000 | ?, Saint Croix   | 1-5   |      | Saint Vincent en de Grenadines | kwalificatie WK 2002                |
| 8  | 24-03-2001 | Road Town        |       | 0-2  | Britse Maagdeneilanden         | vr.                                 |
| 9  | 10-04-2001 | Port-au-Prince   |       | 1-12 | Haïti                          | kwalificatie Caribbean Cup 2001     |
| 10 | 12-04-2001 | Port-au-Prince   |       | 0-11 | Guadeloupe                     | kwalificatie Caribbean Cup 2001     |
| 11 | 14-04-2001 | Port-au-Prince   |       | 1-14 | Saint Lucia                    | kwalificatie Caribbean Cup 2001     |
| 12 | 16-08-2002 | Santo Domingo    |       | 1-6  | Dominicaanse Republiek         | kwalificatie CONCACAF Gold Cup 2003 |
| 13 | 18-08-2002 | Santo Domingo    |       | 1-5  | Dominicaanse Republiek         | kwalificatie CONCACAF Gold Cup 2003 |
| 14 | 30-01-2004 | Road Town        |       | 0-5  | Britse Maagdeneilanden         | vr.                                 |
| 15 | 31-01-2004 | Charlotte Amalie | 0-5   |      | Dominica                       | vr.                                 |
| 16 | 18-02-2004 | Charlotte Amalie | 0-4   |      | Saint Kitts en Nevis           | kwalificatie WK 2006                |
| 17 | 31-03-2004 | Basseterre       |       | 0-7  | Saint Kitts en Nevis           | kwalificatie WK 2006                |
| 18 | 25-09-2004 | Road Town        |       | 1-2  | Britse Maagdeneilanden         | vr.                                 |
| 19 | 24-11-2004 | Kingston         |       | 0-11 | Haïti                          | kwalificatie Caribbean Cup 2005     |
| 20 | 26-11-2004 | Kingston         |       | 1-11 | Jamaica                        | kwalificatie Caribbean Cup 2005     |
| 21 | 28-11-2004 | Kingston         |       | 0-0  | Montserrat                     | kwalificatie Caribbean Cup 2005     |
| 22 | 27-09-2006 | Charlotte Amalie | 0-6   |      | Bermuda                        | kwalificatie Caribbean Cup 2007     |
| 23 | 01-10-2006 | Charlotte Amalie | 1-6   |      | Dominicaanse Republiek         | kwalificatie Caribbean Cup 2007     |
| 24 | 14-03-2008 | Road Town        |       | 0-0  | Britse Maagdeneilanden         | vr.                                 |
| 25 | 15-03-2008 | Road Town        |       | 1-1  | Britse Maagdeneilanden         | vr.                                 |
| 26 | 26-03-2008 | Saint George's   |       | 0-10 | Grenada                        | kwalificatie WK 2010                |

## FIFA-wereldranglijst[1]
| 1999 | 2000 | 2001 | 2002 | 2003 | 2004 | 2005 | 2006 | 2007 | 2008 | 2009 | 2010 | 2011 | 2012 | 2013 | 2014 | 2015 | 2016 | 2017 | 2018 |
| ---- | ---- | ---- | ---- | ---- | ---- | ---- | ---- | ---- | ---- | ---- | ---- | ---- | ---- | ---- | ---- | ---- | ---- | ---- | ---- |
| 194  | 198  | 198  | 197  | 199  | 196  | 196  | 198  | 201  | 195  | 199  | 200  | 178  | 186  | 193  | 197  | 177  | 195  | 198  | 202  |

USVI Soccer Federation · 
Vrouwenelftal van de Amerikaanse Maagdeneilanden
Interlands
Tegenstander:
Anguilla ·
Antigua en Barbuda ·
Aruba ·
Bahama's ·
Barbados ·
Bermuda ·
Britse Maagdeneilanden ·
Canada ·
Curaçao ·
Dominica ·
Dominicaanse Republiek ·
El Salvador ·
Grenada ·
Guyana ·
Haïti ·
Jamaica ·
Kaaimaneilanden ·
Montserrat ·
Saint Kitts en Nevis ·
Saint Lucia ·
Saint Vincent en de Grenadines ·
Turks- Caicoseilanden